# Andy Ton
Andy Ton (21 settembre 1962) è un ex hockeista su ghiaccio italiano naturalizzato svizzero.

## Statistiche
Statistiche aggiornate a luglio 2012.

### Club
| Stagione | Squadra | Stagione regolare | Stagione regolare | Stagione regolare | Stagione regolare | Stagione regolare | Stagione regolare | Playoff | Playoff | Playoff | Playoff | Playoff |
| Stagione | Squadra | Lega              | P                 | G                 | A                 | Pt                | PIM               | P       | G       | A       | Pt      | PIM     |
| -------- | ------- | ----------------- | ----------------- | ----------------- | ----------------- | ----------------- | ----------------- | ------- | ------- | ------- | ------- | ------- |
| 1983-84  | Kloten  | NLA               |                   |                   |                   |                   |                   | -       | -       | -       | -       | -       |
| 1984-85  | Chur    | NLA               |                   |                   |                   |                   |                   | -       | -       | -       | -       | -       |
| 1985-86  | Lugano  | NLA               | 35                | 14                | 14                | 28                | 14                | 4       | 3       | 2       | 5       | 2       |
| 1986-87  | Lugano  | NLA               | 36                | 11                | 18                | 29                | 13                | 6       | 3       | 1       | 4       | 2       |
| 1987-88  | Lugano  | NLA               | 35                | 18                | 14                | 32                | 12                | 7       | 4       | 4       | 8       | 0       |
| 1988-89  | Lugano  | NLA               | 35                | 18                | 30                | 48                | 12                | 10      | 8       | 7       | 15      | 0       |
| 1989-90  | Lugano  | NLA               | 36                | 18                | 26                | 44                | 28                | 9       | 10      | 13      | 23      | 6       |
| 1990-91  | Lugano  | NLA               | 36                | 17                | 26                | 43                | 10                | 11      | 2       | 4       | 6       | 4       |
| 1991-92  | Lugano  | NLA               | 35                | 10                | 17                | 27                | 18                | 4       | 3       | 1       | 4       | 4       |
| 1992-93  | ZSC     | NLA               | 34                | 12                | 18                | 30                | 16                | 4       | 5       | 4       | 9       | 6       |
| 1993-94  | ZSC     | NLA               | 35                | 16                | 12                | 28                | 10                | 3       | 2       | 1       | 3       | 2       |
| 1994-95  | Lugano  | NLA               | 36                | 20                | 28                | 48                | 10                | 5       | 1       | 4       | 5       | 2       |
| 1995-96  | Lugano  | NLA               | 28                | 14                | 18                | 32                | 6                 | 4       | 0       | 0       | 0       | 2       |
| 1996-97  | Lugano  | NLA               | 46                | 17                | 24                | 41                | 12                | 8       | 3       | 5       | 8       | 0       |
| 1997-98  | Lugano  | NLA               | 39                | 0                 | 8                 | 8                 | 6                 | 7       | 1       | 3       | 4       | 2       |

### Nazionale
| Stagione | Livello     | Risultati    | Risultati | Risultati | Risultati | Risultati | Risultati |
| Stagione | Livello     | Competizione | P         | G         | A         | Pt        | PIM       |
| -------- | ----------- | ------------ | --------- | --------- | --------- | --------- | --------- |
| 1988-89  | Switzerland | WC B         | 7         | 5         | 4         | 9         | 2         |
| 1989-90  | Switzerland | WC B         | 7         | 3         | 7         | 10        | 0         |
| 1990-91  | Switzerland | WC           | 10        | 3         | 6         | 9         | 0         |
| 1991-92  | Switzerland | OG           | 6         | 0         | 0         | 0         | 2         |
|          | Switzerland | WC           | 4         | 2         | 2         | 4         | 0         |
| 1992-93  | Switzerland | WC           | 7         | 1         | 3         | 4         | 4         |
| 1994-95  | Switzerland | WC           | 7         | 5         | 0         | 5         | 2         |

## Palmarès

### Club
- Campionato svizzero: 4:

 Lugano: 1985-86, 1986-87, 1987-88, 1989-90

### Individuale
- Lega Nazionale A

1988-89: Most Goals Playoffs (8)
1989-90: Most Goals Playoffs (10)
1989-90: Most Points Playoffs)